# Hexagone (livre)
Pour les articles homonymes, voir Hexagone (homonymie).
Hexagone est un livre de Lorànt Deutsch publié en 2013 aux éditions Michel Lafon. L'acteur passionné d'histoire propose en 2017 de sillonner la France dans une série documentaire sur France 5, adaptée de son best-seller.

## Résumé
Le livre propose 26 itinéraires en France et raconte plus de 2600 ans d'histoire de France. Il commence au VIe siècle avant notre ère à Marseille, et se termine au tunnel sous la Manche de nos jours.

## Critiques
D'après L'Express, son succès (plus de 50 000 exemplaires vendus) est une énigme, pour un livre qui « enjambe les époques sans transition, impose des digressions confuses ». Pour Marianne, c'est une « sorte de guide historico-touristique ». Pour Les Inrockuptibles, le livre est au cœur d'une polémique, Lorant Deutsch étant mis en cause par les historiens. Le passage le plus critiqué est celui concernant la bataille de Poitiers.